# Padreiro (Salvador e Santa Cristina)
Padreiro (Salvador e Santa Cristina) (oficialmente: União das Freguesias de Padreiro (Salvador e Santa Cristina)) é uma freguesia portuguesa do município de Arcos de Valdevez, com 4,43 km² de área e 349 habitantes (censo de 2021). A sua densidade populacional é 78,8 hab./km².

## História
Foi constituída em 2013, no âmbito de uma reforma administrativa nacional, pela agregação das antigas freguesias de Salvador de Padreiro e Padreiro Santa Cristina com sede em Salvador.

## Demografia
A população registada nos censos foi:
| Distribuição da População por Grupos Etários | Distribuição da População por Grupos Etários | Distribuição da População por Grupos Etários | Distribuição da População por Grupos Etários | Distribuição da População por Grupos Etários | Distribuição da População por Grupos Etários |
| -------------------------------------------- | -------------------------------------------- | -------------------------------------------- | -------------------------------------------- | -------------------------------------------- | -------------------------------------------- |
| Antes da agregação                           |                                              |                                              |                                              |                                              |                                              |
| Ano                                          | 0-14 anos                                    | 15-24 anos                                   | 25-64 anos                                   | >= 65 anos                                   | Total                                        |
| 2001                                         | 41                                           | 61                                           | 194                                          | 124                                          | 420                                          |
| 2011                                         | 43                                           | 26                                           | 176                                          | 132                                          | 377                                          |
| Após a agregação                             |                                              |                                              |                                              |                                              |                                              |
| Ano                                          | 0-14 anos                                    | 15-24 anos                                   | 25-64 anos                                   | >= 65 anos                                   | Total                                        |
| 2021                                         | 21                                           | 37                                           | 152                                          | 139                                          | 349                                          |